# چه‌مین
چه‌مین مخفف Chemistry and Mineralogy نام ابزاری است که در داخل مریخ نورد کنجکاوی قرار دارد و در حال کاوش در سطح دهانه گیل در مریخ است.دیوید بلیک، از مرکز تحقیقات ایمز ناسا، محقق اصلی این پروژه است.

## شرح

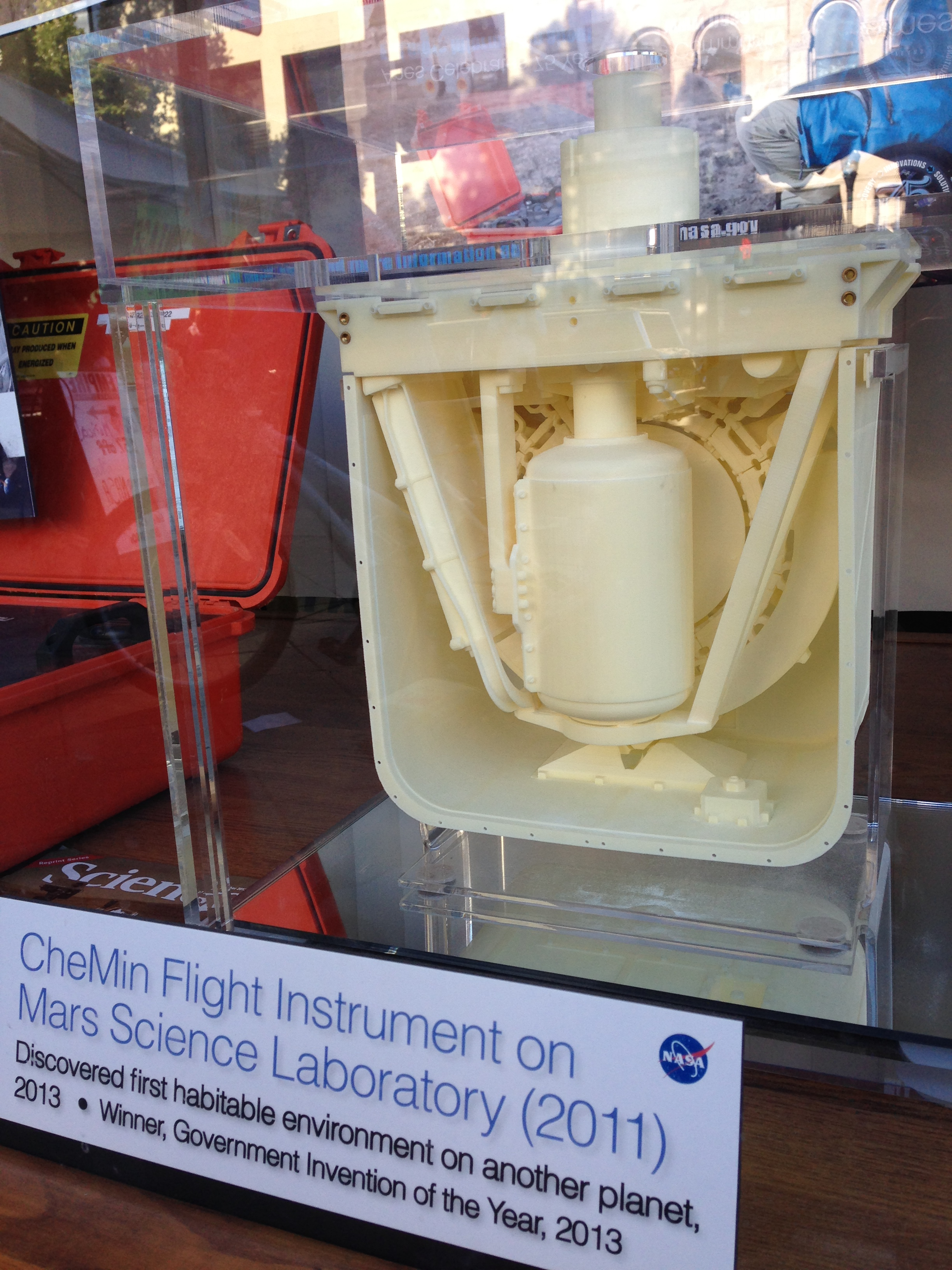
به عنوان بخشی از هفتاد و پنجمین سالگرد تأسیس ناسا ایمز، در مرکز شهر مانتین ویو، کالیفرنیا، به نمایش عمومی گذاشته شد.

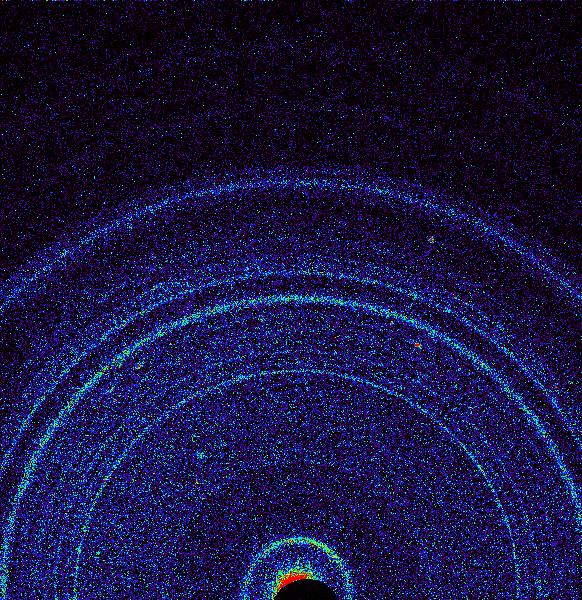
اولین نمای پراش اشعه ایکس از خاک مریخ - تجزیه و تحلیل CheMin فلدسپات، پیروکسن‌ها، الیوین و موارد دیگر را نشان می‌دهد (مریخ نورد کنجکاوی، " راکنست "، ۱۷ اکتبر 2012).

چه‌مین یک ابزار پراش پودر است که قابلیت طیف‌سنجی فلورسانس پرتو ایکس را نیز دارد. چه‌مین نیازی به استفاده از معرف‌های مایع ندارد، در عوض، از یک لامپ پرتو ایکس کبالت با فوکوس میکرو، یک سلول نمونه انتقال و یک افزاره بارجفت‌شده حساس به اشعه ایکس متمایز کننده انرژی برای تولید الگوهای پراش پرتو ایکس دو بعدی و انرژی استفاده می‌کند. هیستوگرام‌های پراکنده از نمونه‌های پودری فریم‌های CCD خام به منظور کاهش حجم داده‌ها در کاوشگر به محصولات داده پردازش می‌شوند. این محصولات داده برای تجزیه و تحلیل‌های پردازش بیشتر به زمین منتقل می‌شوند.

## نتایج معمولی

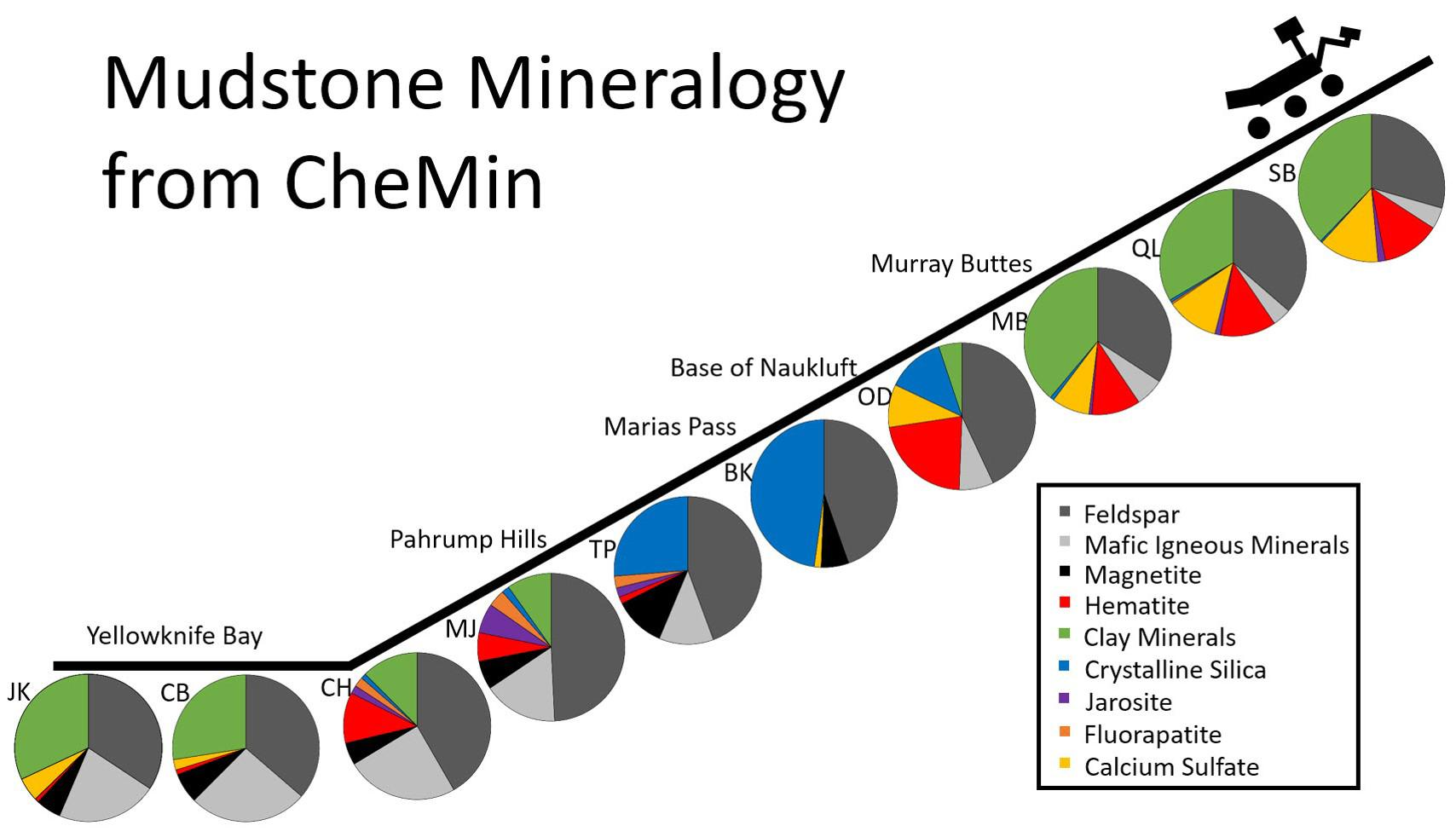
مریخ نورد کنجکاوی - کانی‌شناسی مادستون - ۲۰۱۳ تا ۲۰۱۶ در مریخ (CheMin؛ ۱۳ دسامبر 2016)